# レイモン・ポアンカレ
レイモン・ポアンカレ（ポワンカレ、仏: Raymond Poincaré, 1860年8月20日 – 1934年10月15日）は、フランス第三共和政の政治家、弁護士。通算5期に渡り首相となり、1913年から1920年まで大統領を務めた。

## 生涯
ムーズ県バル＝ル＝デュック出身。リセ・ルイ＝ル＝グランを経てパリ大学法学部で学ぶ。弁護士を経て、1887年から1903年まで下院議員。この間、一般教育・芸術大臣や蔵相など閣僚を歴任した。1903年には上院議員に選出されている。1909年アカデミー・フランセーズ会員に選ばれる。1912年に初めて首相となる。首相としてはフランス国内における普仏戦争後の財政的逼迫を一気に打開したい財界からのロビー活動と対独復讐政策を求める世論に押され対独包囲網の構築、なかんずくイギリスおよびロシア帝国（ロシア革命後はソビエト連邦）との軍事的提携に動いた。1913年共和国大統領に就任。1914年に第一次世界大戦が勃発するとフランス国内に「神聖連合」と呼ばれる挙国一致体制を成立させ、フランスは連合国側のひとつとして戦勝国となる。1922年再度首相となり、蔵相を兼務して財政危機の収拾にあたり、フランの価格安定策として独立償却金庫を創設した。一方で地政学上半永久的な封じ込め政策を行わんがため対独強硬派としてドイツ賠償委員会委員長に就任。ドイツに対して戦争責任の一切を負わせる厳罰主義に徹した。1924年4月9日のドーズ案採択時も最後まで反対するもラムゼイ・マクドナルド、ベニート・ムッソリーニ、カルビン・クーリッジの圧力で方向転換。同年5月11日の仏国会選挙において経済政策の失敗とルール地方占領が招いた国際的孤立で支持を失いポアンカレ所属の民主同盟（Alliance démocratique）は敗退。これを機にフランスはドイツとの宥和政策に転換し、ドーズ案に引き続くヤング案でドイツの戦後補償は実質的に完了するが、ひとたび苛烈な戦後処理を行われたドイツ国民の感情は燻り、これがナチス台頭ひいては第二次世界大戦の遠因となった。1929年に政界を引退し『回顧録』を執筆。1934年パリで死去。

## 家族・一族
1862年に生まれた弟リュシアン・ポアンカレは、物理学者として知られる。また数学者、天文学者のジュール＝アンリ・ポアンカレは従兄にあたる。
| 前任 エミール・ジュバール | アカデミー・フランセーズ 席次34 第15代：1909年 - 1934年 | 後任 ジャック・バンヴィル |